# Блотник (Поморське воєводство)
Блотник (пол. Błotnik) — село в Польщі, у гміні Цедри-Великі Ґданського повіту Поморського воєводства.
Населення — 358 осіб (2011).
У 1975-1998 роках село належало до Гданського воєводства.

## Демографія
Демографічна структура станом на 31 березня 2011 року:
|          | Загалом | Допрацездатний вік | Працездатний вік | Постпрацездатний вік |
| -------- | ------- | ------------------ | ---------------- | -------------------- |
| Чоловіки | 181     | 38                 | 126              | 17                   |
| Жінки    | 177     | 44                 | 98               | 35                   |
| Разом    | 358     | 82                 | 224              | 52                   |